# Rhynchopalpus argentalis
Rhynchopalpus argentalis är en fjärilsart som beskrevs av Moore 1867. Rhynchopalpus argentalis ingår i släktet Rhynchopalpus och familjen trågspinnare. Inga underarter finns listade.